# Georg Grandaur
Georg Grandaur (auch: (von) Grandauer) (* 11. November 1811 in Karlstadt; † nach April 1889) war ein deutscher Mittelalterhistoriker und Übersetzer.

## Leben
Georg war der Sohn des bayerischen Regierungsbeamten Bernhard Michael von Grandauer (1776–1838) und dessen Ehefrau Magdalena geborene Lommel (1783–1845). Sein jüngerer Bruder Franz (1822–1896) wurde später Komponist und Regisseur am Münchner Hoftheater.
Georg ging in München auf das Neue Gymnasium. Er wurde Major in der bayerischen Armee und lebte in Neuburg an der Donau.
Von ihm stammen zahlreiche deutsche Übersetzungen lateinischer mittelalterliche Texte in der Reihe Die Geschichtschreiber der deutschen Vorzeit.
1833 war er Junker im Chevaulegers-Regiment König in Augsburg. 1840 heiratete Grandaur Mathilde Josephine Eppler (1821–1852).